# Sangineto
Sangineto är en ort och kommun i provinsen Cosenza i regionen Kalabrien i Italien. Kommunen hade 1 284 invånare (2018).